# امداد غیبی (پیرنگ داستان)
امداد غیبی از فنون پیرنگ است که به پیرنگ یک داستان اضافه می‌شود تا به‌طور غیرمنتظره پیرنگ داستان یا نتیجه یک جنگ و کشمکش را تغییر دهد. امدادهای غیبی معمولاً سرشتی ایزدی دارند و موقعی وارد داستان می‌شوند که تحولات داستان گره خورده یا نیروهای نیک‌نهاد خود به‌تنهایی از پس نیروهای شر بر نمی‌آیند.

## پیشینه
در فرهنگ‌های شرقی، امداد غیبی زمینهٔ دینی دارد و گروه‌هایی از مردمان شرقی از جمله برخی از شیعیان به وجود آن‌ها باور دارند.
در فرهنگ غربی امداد غیبی حاضرشونده در داستان را با عبارت لاتینی deus ex machina (دِی یِس اکس ماکینا) بیان می‌کنند که به معنی «ایزد (آمده) از دستگاه» است. این عبارت لاتین خود از روی عبارت یونانی ἀπὸ μηχανῆς θεός (آپو مِخانِس تِئوس) که به همان معنی است، گرته‌برداری شده‌است. مِخانه جرثقیل کوچک چوبی‌ای بود که در صحنه‌های تئاتر یونان و روم باستان هنرپیشه‌ای را که نقش ایزد و امدادگر غیبی را بازی می‌کرد پایین آورده و وارد صحنه می‌کرد. «ایزد (آمده) از دستگاه» هم اشاره به همین امر دارد.
کمک گرفتن از امداد غیبی در پیرنگ یک داستان، یکی از فنون پیرنگ (Plot devices) است.